# Campeonato Paraguayo de Fútbol 1991
El Campeonato Paraguayo de Fútbol 1991 de la Primera División de Paraguay fue el octagésimo Primero campeonato de Primera División organizado por la Liga Paraguaya de Fútbol (LPF).
En esta edición, Sol de América se alzó con el campeonato por segunda  vez en su historia al derrotar en la final a Cerro Porteño.

## Sistema de competencia
El modo de disputa implementado fue el de tres fases: las dos primeras con los 12 clubes con el sistema de todos contra todos a una vuelta, es decir a once jornadas; y de la fase final, donde clasifican los cuatro mejores ubicados en cada fase. Si un mismo equipo se ubicara entre los cuatro mejores en cada fase, clasificará entonces el equipo con mayor puntaje acumulado entre las dos fases, fuera de los ya clasificados.
ependiendo de su ubicación al final de cada una de las dos primeras fases, los equipos reciben puntos de bonificación, 1 para el primero, 0.75 para el segundo, 0.5 para el tercero y 0.25 para el cuarto, sumándose los puntos de bonificación obtenidas en cada fase. Si un equipo clasificara como resultado de mayor puntaje acumulado entre las dos fases (es decir, si existiese algún equipo que estuvo entre los 4 mejores en cada fase), este no obtendrá puntos de bonificación.
La fase final consiste en dos etapas: la primera es una fase de grupos con 4 equipos, donde se juega con el sistema todos contra todos a una vuelta. Los dos mejores ubicados en cada uno de los grupos clasifican a la segunda etapa, consistente en semifinales y una final jugada a dos partidos cada uno, ganando una llave aquel equipo con mayor cantidad de goles anotados. Si ambos equipos empataran en cantidad de goles anotados, se jugará un partido de desempate definitorio. El ganador de la final es coronado Campeón 1991.

## Clubes Participantes
| Equipo           | Ciudad                 | Estadio                  | Capacidad |
| ---------------- | ---------------------- | ------------------------ | --------- |
| Cerro Corá       | Asunción               | General Andrés Rodríguez | 6.000     |
| Cerro Porteño    | Asunción               | General Pablo Rojas      | 32.910    |
| Colegiales       | Asunción               | Luciano Zacarías         | 15.000    |
| Guaraní          | Asunción               | Rogelio Livieres         | 6.000     |
| Libertad         | Asunción               | Dr. Nicolás Leoz         | 10.000    |
| Nacional         | Asunción               | Arsenio Erico            | 4.000     |
| Olimpia          | Asunción               | Manuel Ferreira          | 15.000    |
| River Plate      | Asunción               | Jardines del Kelito      | 5.000     |
| San Lorenzo      | San Lorenzo            | Ciudad Universitaria     | 3.000     |
| Sol de América   | Asunción y Villa Elisa | Luis Alfonso Giagni      | 5.000     |
| Sport Colombia   | Fernando de la Mora    | Alfonso Colman           | 7.000     |
| Sportivo Luqueño | Luque                  | Feliciano Cáceres        | 25.000    |

## Relevo anual de clubes
| Asendidos a primera división                      | Descendidos a segunda división          |
| ------------------------------------------------- | --------------------------------------- |
| Presidente Hayes (Campeón de la Segunda división) | Sport Colombia (Peor puntaje acumulado) |

## Clasificación

### Primera Fase
| Pos. | Equipos          | PJ | Pts. |
| ---- | ---------------- | -- | ---- |
| 1.   | Olimpia          | 11 | 18   |
| 2    | Cerro Corá       | 11 | 14   |
| 3.   | Colegiales       | 11 | 13   |
| 4    | Sportivo Luqueño | 11 | 12   |
| 5    | Cerro Porteño    | 11 | 12   |
| 6.   | Guaraní          | 11 | 12   |
| 7.   | Libertad         | 11 | 12   |
| 8.   | River Plate      | 11 | 11   |
| 9.   | Sol de América   | 11 | 8    |
| 10.  | San Lorenzo      | 11 | 7    |
| 11.  | Nacional         | 11 | 7    |
| 12.  | Sport Colombia   | 11 | 6    |

### Segunda Fase
| Pos. | Equipos          | PJ | Pts. |
| ---- | ---------------- | -- | ---- |
| 1    | Cerro Porteño    | 11 | 16   |
| 2    | Olimpia          | 11 | 14   |
| 3    | Colegiales       | 11 | 14   |
| 4    | Sol de América   | 11 | 14   |
| 5    | Nacional         | 11 | 13   |
| 6    | Guaraní          | 11 | 13   |
| 7    | San Lorenzo      | 11 | 11   |
| 8    | Cerro Corá       | 11 | 11   |
| 9    | Sportivo Luqueño | 11 | 10   |
| 10   | River Plate      | 11 | 6    |
| 11   | Sport Colombia   | 11 | 5    |
| 12   | Libertad         | 11 | 5    |

## Fase Final

### Grupo A
| Pos. | Equipos          | PJ | Bon. | Pts. |
| ---- | ---------------- | -- | ---- | ---- |
| 1.   | Cerro Porteño    | 3  | 1    | 5    |
| 2.   | Sol de América   | 3  | 0.25 | 3.25 |
| 3.   | Nacional         | 3  | 0    | 3    |
| 4.   | Sportivo Luqueño | 3  | 0.25 | 2.25 |

### Grupo B
| Pos. | Equipos         | PJ | Bon. | Pts. |
| ---- | --------------- | -- | ---- | ---- |
| 1.   | Guaraní         | 3  | 0    | 5    |
| 2.   | Olimpia         | 3  | 1    | 4    |
| 3.   | Cerro Cora      | 3  | 0.75 | 3.75 |
| 4.   | Atl. Colegiales | 3  | 0.50 | 2.50 |

### Eliminatorias
En semifinales Cerro venció a Olimpia y Sol de América a Guaraní, pasando a la final Cerro y Sol, pero no se tienen registros exactos de los resultados

### Final

#### Ida
|  | Cerro Porteño | 1-1 | Sol de América |  |  |

#### Vuelta
| 23 de diciembre de 1991 | Sol de América | 2-1 | Cerro Porteño | Defensores del chaco, Asunción |  |